# Vágner József
Vágner József (Ürmény, 1833. június 23. – Nyitra, 1910. november 6.) nyitrai prépost-kanonok és a nyitrai egyházmegyei könyvtár igazgatója.

## Élete
Alsó iskoláit és a bölcseletet Nyitrán, a teológiát Pesten végezte. 1855. december 26-án szentelték föl. Mocsonokon és Nyitrán volt káplán. 1857-től püspöki szertartó, 1860-ban kisapponyi, 1871-től nyitra-alsóvárosi plébános és kerületi alesperes, 1875-től kanonok, 1879-től a Roskoványi-könyvtár igazgatója lett. 1880-ban címzetes prépost és 1890-ban éneklőkanonok lett. 1881–1884 között a nyitrai választókerület kormánypárti (szabadelvű) országgyűlési képviselője volt, kitűnt a középiskolai törvényjavaslat tárgyalásakor 1883-ban mondott beszédével.

## Művei
- 1886 A nyitrai egyházmegyei könyvtár kéziratai és régi nyomtatványai. Nyitra. (Ism. Egyet. Philol. Közlöny 1887.)
- 1890 A nyitra-egyházmegyei papság irodalmi működése. Magyar Sion.
- 1896 Adalékok a nyitrai székes-káptalan történetéhez. Nyitra. (Ism. a Katholikus Szemle)
- 1902 Adatok a nyitra-városi plébániák történetéhez. Nyitramegyei Szemle.

Mint a pesti növendékpapság magyar egyházirodalmi iskolájának tagja franciából fordított cikkeket, melyeket a munkálatokban (1853-1855. évf.) közölték. Az 1855. Munkálatokhoz, mint az egyházirodalmi iskola akkori elnöke előszót írt. Egyházi tudósításai Nyitráról a Religióban (1887-1858), cikkei a Religióban, az Idők Tanujában (1864, 247; 1866, 202, 245, 279; 1868, 259), a Magyar Államban (1883, 73. sz.), a Magyar Könyv-Szemlében.